# NGC 1005
NGC 1005 (również PGC 10062) – galaktyka eliptyczna (E-S0), znajdująca się w gwiazdozbiorze Perseusza. Odkrył ją Édouard Jean-Marie Stephan 9 grudnia 1871 roku.